# Eugène Van Rechem
Eugène Van Rechem (Bevere (Oudenaarde)) 8 april 1858 - Gent, 21 augustus 1943) was een rooms-katholiek priester, kanunnik, hulpbisschop en bisschop.

## Levensloop
Van Rechem werd priester gewijd op 17 december 1881 en onmiddellijk benoemd tot onderpastoor te Lembeke. In 1888 kreeg hij diezelfde functie op de parochie Sint-Jozef te Aalst en werd tevens leraar godsdienst aan de Rijksmiddelbare School te Aalst. 
In 1889 werd hij directeur van het Bisschoppelijk Seminarie Gent en in 1895 erekanunnik van het Sint-Baafskapittel te Gent. 
Vanaf 1903 tot 1943 was hij algemeen overste van de Zusters van Liefde van Jezus en Maria (Gent).
Ook zijn broer Remi Van Rechem (1863-1938) was priester, hij was onder meer pastoor in Strijpen (1906) en Merendree (1916).

## Hulpbisschop
Op 26 maart 1914 werd Van Rechem benoemd tot titelvoerend bisschop van Carpasia, alsook tot hulpbisschop van het bisdom Gent en op 17 mei 1914 werd hij tot bisschop gewijd door de bisschop  van Gent Antoon Stillemans. 
Bisschop Stillemans betrok hem nauwelijks in het bestuur van het bisdom in tegenstelling tot zijn opvolger Emiel-Jan Seghers. Met gevolg dat Van Rechem pas vanaf 1920 lid van de bisschoppelijke raad werd.
In 1927 werd Honoré Jozef Coppieters zijn nieuwe bisschop, de derde. 

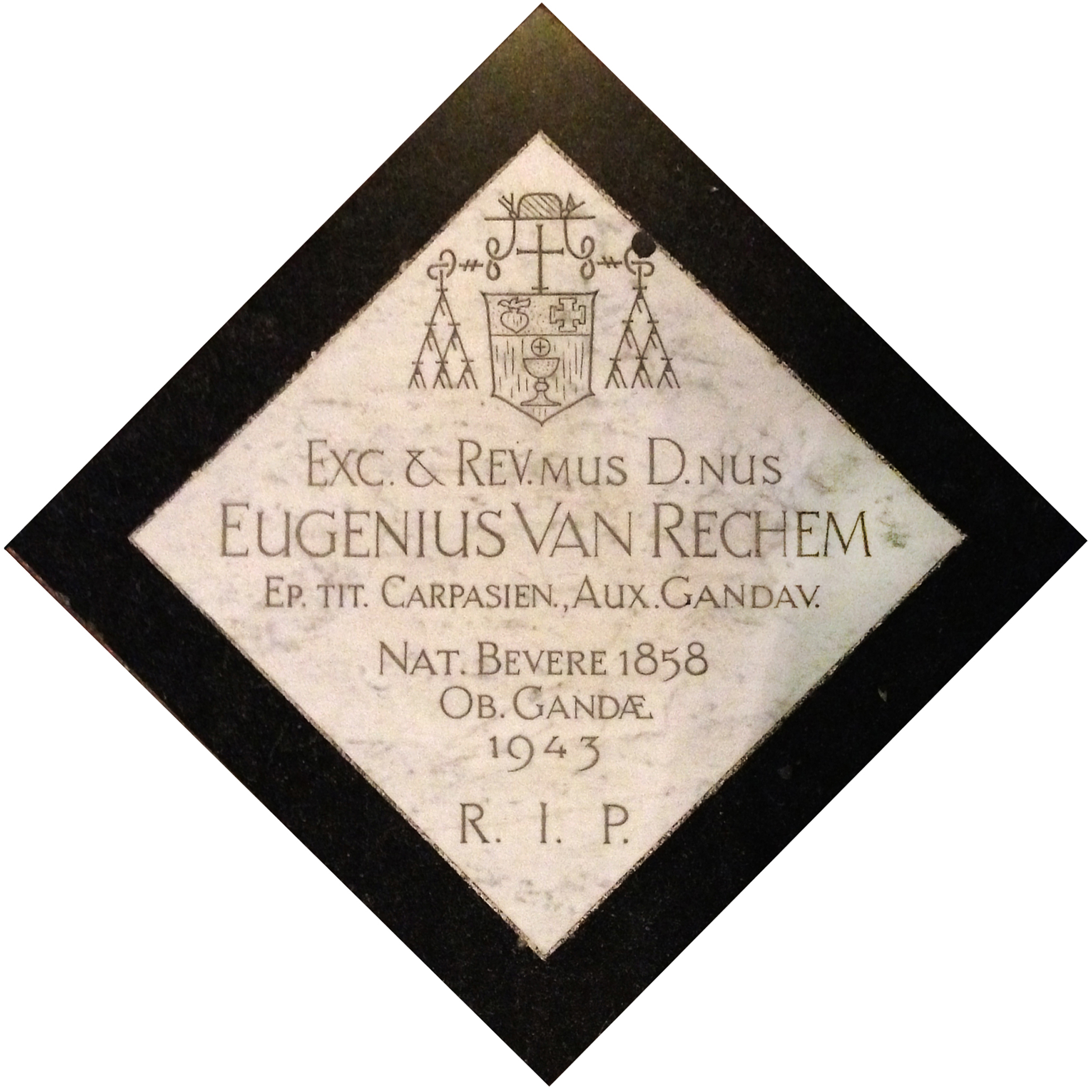
Grafplaat van Eugène Van Rechem in de crypte van de Sint-Baafskathedraal te Gent

In 1932 werd hij de eerste voorzitter van Caritas Catholica, een vereniging die zich aanvankelijk Steun aan de Katholieke Dienst voor Hygiëne en Hulpbetoon noemde.
Bij zijn overlijden, op 84-jarige leeftijd, werd hij bijgezet in een priestergraf in de bisschoppelijke galerij op het kerkhof van Mariakerke en pas op 24 maart 1959 werd hij samen met vier andere bisschoppen (na zeven jaar onderhandelen van hulpbisschop Leo De Kesel) overgebracht naar de crypte van de Sint-Baafskathedraal.